# Grand Prix international de Torres Vedras-Trophée Joaquim-Agostinho
Le Grand Prix international de Torres Vedras-Trophée Joaquim-Agostinho (en portugais : Grande Prémio Internacional de Torres Vedras - Troféu Joaquim Agostinho) est une course cycliste disputée autour de Torres Vedras, au Portugal.
Créé en 1978, il s'est d'abord appelé Grande Prémio Ciclismo de Torres Vedras, puis Grande Prémio Internacional de Ciclismo de Torres Vedras en 1983 et 1984. En hommage au champion portugais Joaquim Agostinho décédé en 1984, il a été rebaptisé sous son appellation actuelle en 1985.
Depuis 2005, la course fait partie de l'UCI Europe Tour, en catégorie 2.2.

## Palmarès
| Année | Vainqueur             | Deuxième               | Troisième            |
| ----- | --------------------- | ---------------------- | -------------------- |
| 1978  | Carlos Santos         | Firmino Bernardino     | Elias Campos         |
| 1979  | Firmino Bernardino    | Carlos Santos          | Elias Campos         |
| 1980  | Alexandre Ruas        | Firmino Bernardino     | Rui Azevedo          |
| 1981  | Venceslau Fernandes   | Adelino Teixeira       | Fernando Fernandes   |
| 1982  | José Xabier           | Eduardo Correia        | Carlos Ferreira      |
| 1983  | Hardy Gröger          | Frank Herzog           | Jacinto Paulinho     |
| 1984  | Fernando Fernandes    | Patrice Thévenard      | Alberto Leal         |
| 1985  | José Maria Barcala    | Antonio Fernandes      | Fernando Carvalho    |
| 1986  | Piotr Ugrumov         | Jonas Romanovas        | Marco Chagas         |
| 1987  | Américo Silva         | Joao Santos Leitao     | Evgueni Antonovitch  |
| 1988  | Jacinto Coelho        | Oleg Logvine           | Evgueni Antonovitch  |
| 1989  | Rui Duro Aldeano      | Arsenio González       | Delmino Pereira      |
| 1990  | Joaquim Gomes         | Alberto Leanizbarrutia | Arsenio González     |
| 1991  | Viktor Klimov         | Joaquim Gomes          | Juan Carlos Gallega  |
| 1992  | João Silva            | Manuel Correia         | Petr Petrov          |
| 1993  | Joaquim Sampaio       | Delmino Pereira        | Quintino Rodrigues   |
| 1994  | Joaquim Gomes         | Orlando Rodrigues      | Juan Rodrigo Arenas  |
| 1995  | Orlando Rodrigues     | Cássio Freitas         | Joaquim Sampaio      |
| 1996  | Joaquim Sampaio       | Manuel Abreu Campos    | Fabian Jeker         |
| 1997  | Delmino Pereira       | Joaquim Gomes          | Richard Chassot      |
| 1998  | José Azevedo          | Vítor Gamito           | Frédéric Vifian      |
| 1999  | Juan Carlos Guillamón | José Azevedo           | Michele Laddomada    |
| 2000  | Youri Sourkov         | David Bernabéu         | Davide Tonucci       |
| 2001  | Adrián Palomares      | Antonio Pérez          | Steffen Weigold      |
| 2002  | David Bernabéu        | Vladimir Karpets       | Pedro Arreitunandia  |
| 2003  | Fabian Jeker          | Lander Ziarrusta       | Alejandro Valverde   |
| 2004  | David Bernabéu        | Nelson Vitorino        | Danail Petrov        |
| 2005  | Gerardo Fernández     | Vitor Rodrigues        | Danail Petrov        |
| 2006  | Danail Petrov         | Bruno Pires            | David Blanco         |
| 2007  | Xavier Tondo          | Eladio Jiménez         | Héctor Guerra        |
| 2008  | Tiago Machado         | Jesus Buendía          | David Bernabéu       |
| 2009  | Héctor Guerra         | Tiago Machado          | João Cabreira        |
| 2010  | Cândido Barbosa       | David Blanco           | Santiago Pérez       |
| 2011  | Ricardo Mestre        | Sérgio Ribeiro         | Alejandro Marque     |
| 2012  | Ricardo Mestre        | Iker Camaño            | José Gonçalves       |
| 2013  | Eduard Prades         | Edgar Pinto            | Henrique Casimiro    |
| 2014  | Delio Fernández       | Víctor de la Parte     | Edgar Pinto          |
| 2015  | João Benta            | Delio Fernández        | Alberto Gallego      |
| 2016  | Rinaldo Nocentini     | Hernâni Brôco          | Non-attribuée,       |
| 2017  | Amaro Antunes         | Rinaldo Nocentini      | Frederico Figueiredo |
| 2018  | José Fernandes        | Henrique Casimiro      | Joni Brandão         |
| 2019  | Henrique Casimiro     | José Neves             | Sérgio Paulinho      |
| 2020  | Frederico Figueiredo  | Luís Gomes             | Luís Mendonça        |
| 2021  | Frederico Figueiredo  | José Neves             | Jokin Murguialday    |
| 2022  | Frederico Figueiredo  | Joan Bou               | Tiago Antunes        |
| 2023  | Mauricio Moreira      | Artem Nych             | Frederico Figueiredo |
| 2024  | Orluis Aular          | Afonso Eulálio         | Artem Nych           |
| 2025  | Alexis Guérin         | Sebastian Berwick      | Jesús David Peña     |